# UGG

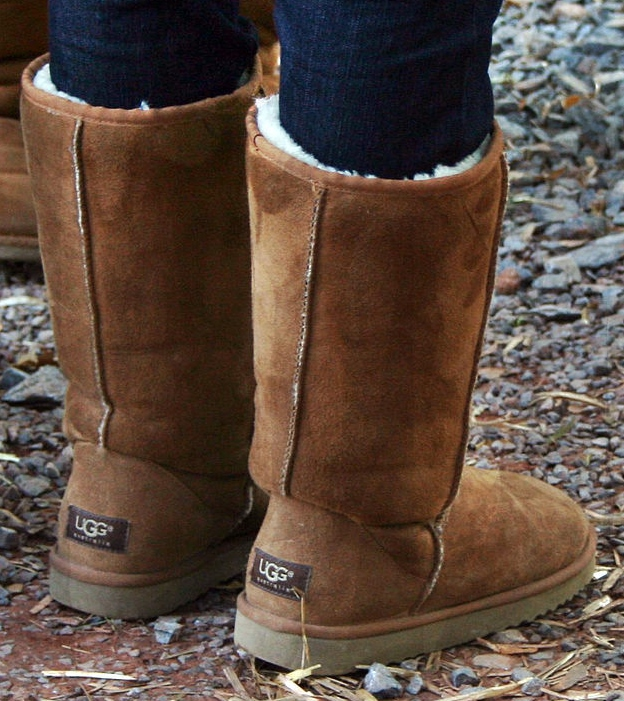
Cizme stil classic UGG® confecţionate din piele de oaie

UGG ® este o marcă de încălțăminte și îmbrăcăminte deținută de compania americană Deckers Outdoor Corporation. Marca UGG este renumită pentru cizmele din piele de oaie în stil clasic, dar gama include și pantofi, sandale, papuci, tricotaje, îmbrăcăminte pentru exterior și genți. Pielea de oaie folosită la confecționarea cizmelor UGG este cu față dublă, cu piele suede la exterior și căptușeală de lână pe interior. Faptul că blana este poroasă permite răcorirea picioarelor pe timpul verii și încălzirea acestora în anotimpul rece.

## Istoric
Stilul cizmelor din piele de oaie a fost inventat de un surfer australian, Shane Stedman. Modul în care acesta a conceput cizmele îi permitea să își încălzească picioarele după timpul petrecut la surfing în apele înghețate din jurul Australiei.  În 1971, Stedman a înregistrat marca UGH-BOOTS în Australia, în 1982 înregistrând și marca UGH.
În 1978, un alt surfer australian, Brian Smith,  a dus cu el în America mai multe perechi de cizme australiene făcute din piele de oaie pe care le-a comercializat în New York și California, înființând în Statele Unite compania UGG Australia Footwear . Cizmele sale și-au găsit adepți atât printre surferii californieni cât și la Hollywood. În 1985, Smith a depus o cerere de înregistrare a logo-ului UGG în SUA, aceasta fiindu-i acordată în anul 1987.
În 1995, compania nord-americană de încălțăminte, Deckers Outdoor Corp. a achiziționat compania deținută de Smith, UGG Holdings, Inc. plătind pentru aceasta 15 millioane de dolari americani.  În anul 1996, Shane Stedman și-a vândut drepturile pe care le deținea asupra mărcii australiene UGH companiei Deckers contra sumei de 10,000 lire sterline, putând în plus să beneficieze de trei perechi de cizme UGG pe an pentru tot restul vieții.
Deckers Outdoor Corporation (NASDAQ: DECK) este o firmă producătoare de încălțăminte cu sediul în Goleta, California, Statele Unite. Aceasta și-a început activitatea în anul 1973 ca producător de sandale, fiind condusă de Doug Otto. În prezent, Deckers mai produce încă alte șase mărci pe lângă UGG, respectiv, Teva, Simple Shoes, Sanuk, Tsubo, Ahnu și Mozo. Fiecare dintre aceste mărci este un adevărat lider în categoria sa, UGG și Teva creând categoria respectivă de încălțăminte. Fiecare marcă are personalitatea sa proprie și unică.
- TEVA.  În 1984, Mark Thatcher, un tânăr ghid care își desfășura activitatea în Marele Canion din Arizona, a inventat primele sandalele de sport din lume și a creat marca Teva. De atunci, linia de produse Teva s-a diversificat, aceasta incluzând pe lângă sandale și pantofi și ghete, rămânând lider în sectorul de încălțăminte destinată activitații în aer liber. În ebraică „Teva” înseamnă natură:
- SIMPLE.  În 1991, compania Simple Shoes a fost înființată de Eric Meyer, originar din California. Simple a fost la început o mică companie producătoare de încălțăminte, ale cărei produse îndeplineau standardele de respectare a mediului, nefiind victima publicității artificiale, devenită stereotip la mărcile de prestigiu.
- SANUK.  A fost înființată în 1997 de către Jeff Kelley, originar din sudul Californiei. Sanuk, produce încălțaminte inspirată din punct de vedere creativ și având totodată un design specific, destinată oamenilor interesați de activități în aer liber din întreaga lume. Numele de „Sanuk” provine din limba tailandeză însemnând „distracție”. Sanuk se străduiește ca produsele inovative pe care le creează să fie în aceelași timp atractive și practice.
- TSUBO.  Marca Tsubo a fost creată de Patrick McNulty împreună cu designer-ul britanic Nick O’Rorke în anul 1997, devenind un brand cunoscut în întreaga lume comercializat în SUA, Regatul Unit, Canada, Franța, Belgia, Olanda, Austria, Japonia, Hong Kong și Coreea. Încălțămintea Tsubo, destinată a fi utilizată în mediul urban, excelează printr-un design superior, prin confort și funcționalitate. În limba japoneză de unde provine, cuvântul „Tsubo” înseamnă punct de tensiune.
- MOZO.  În anul 1997, americanul Jim Agnew a creat marca MOZO, produsele acesteia adresându-se persoanelor care stau mult în picioare la locul de muncă. Încălțămintea Mozo este realizată exclusiv din piele poroasă, cu tălpi antiderapante certificate în acest sens și este extrem de populară în Statele Unite în rândul personalului care lucrează în industria  culinară. În spaniolă, termenul „Mozo” desemnează un tânăr lucrător la fermă însărcinat cu munci grele.
- AHNU.  Ahnu a fost înființată în nordul Californiei în anul 2001 de către Jim Van Dine, Jacqueline Lenox, Jenny Fredericks și Scott McGuire foști angajați ai companiei Keen Footwear.  Obiectivul companiei Ahnu este acela de a atinge performanțe fără compromis în ceea ce privește încălțămintea pe care o produce. Colectivul din cadrul companiei Ahnu colaborează cu specialiști în biomecanică, cu designeri și sportivi pentru ca încălțămintea pusă la dispoziția publicului să asigure un echilibru adecvat între tracțiune, aderență, flexibilitate, amortizare și durabilitate pentru o varietate de activități în aer liber desfășurate pe pistele de atletism, pe plaje sau asfalt. Denumirea de “Ahnu” provine din mitologia celtă, reprezentând zeița echilibrului și a bunăstării.

## În tendințele modei
La începutul anilor 2000, cizmele UGG au intrat în tendințele modei devenind un fenomen cultural. Mare parte din popularitate i se datorează faimoasei moderatoare americane de televiziune Oprah Winfrey, o personalitate în domeniul său.  Începând din anul 2000, Oprah a inclus cizmele UGG pe lista sa cu obiecte favorite, afirmând acest lucru de cinci ori (un record!) în programele sale speciale de Sărbători. Star-urile de film americane, precum Kate Hudson, Sarah Jessica Parker, Jennifer Anniston și Cameron Diaz au fost fotografiate purtând cizme UGG.  Footwear News a desemnat marca UGG drept “Brand of the Year”.

## Marca înregistrată
Marca înregistrată UGG apare de obicei pe o „plăcuță de înmatriculare” dreptunghiulară aplicată pe călcâiul cizmei. Cel mai des întâlnit logo UGG este stilizat U-G-G cu font-uri gotice, litera „G” din centru fiind mai mare și suprapunându-se peste celelalte două litere care o flanchează.
UGG este marcă înregistrată a Deckers Outdoor Corporation în mai mult de 145 de țări, inlcusiv în Statele Unite, Europa și China.
La inceputul anilor 2000, cererea pentru cizmele din piele de oaie marca UGG a crescut, în parte ca urmare a susținerii oferite de diverse celebrități. Producători australieni au început sa vanda cizme din piele de oaie pe Internet, sub mărci identice sau similare cu marca UGG. Ca urmare a acestui fapt, Deckers a început să depună eforturi serioase pentru a opri încălcarea drepturilor sale de marcă trimițându-le în același timp scrisori producătorilor australieni prin care le cerea acestora să înceteze producția. În baza unor decizii arbitrale guvernate de UDRP, concurența a fost împiedicată în a folosi termenul "ugg" în cadrul numelor de domeniu. IP Australia, Oficiul australian însărcinat cu  înregistrarea mărcilor a avertizat companiile australiene.
“Internetul oferă un acces facil la piețele mondiale și nu ține cont de frontierele naționale. Dacă comercializați produse pe Internet trebuie să cunoașteți legile țării în care vindeți respectivele bunuri sau servicii. Dacă plasați o ofertă de vânzare pe Internet, în Australia, asta înseamnă că invitați să cumpere persoane de dincolo de ocean, fapt ce înseamnă că desfășurați un comerț intercontinental și aceasta s-ar putea solda cu procese și litigii costisitoare."
Ca răspuns la aceste acțiuni întreprinse de Deckers, producătorii australieni au pus bazele Asociației Producătorilor din produse de piele de oaie pentru a combate pretențiile emise de corporație. În același timp, companiile australiene au înaintat acțiuni în justiție în vederea anulării mărcilor înregistrate ale companiei Deckers. McDougall a reușit să anuleze una dintre mărcile înregistrate australiene, respectiv UGH-BOOTS, pe motiv de nefolosire. Cu toate acestea, Luda Productions a eșuat în încercarea de a invalida marca figurativă UGG AUSTRALIA aparținând companiei Deckers, înregistrare care a fost confirmată printr-o decizie din 2006, marca rămânând valabilă în Australia.
În Australia, Statele Unite, Europa și Turcia au existat dispute pe marginea valabilității mărcii înregistrate UGG. Deciziile judecătorești date în Statele Unite, Olanda, Turcia  și China  au respins argumentul conform căruia marca UGG este una generică și au admis valabilitatea mărcilor înregistrate UGG. În cazul Statelor Unite, Deckers a deschis un proces prin care dorea să îi împiedice pe pârâți să utilizeze termenul „cizme ug.”  În apărare, pârâții au susținut faptul că marca înregistrată UGG este una generică. Instanța a respins însă argumentarea declarând că pârâții au oferit doar dovezi anecdotice conform cărora termenul „cizme ug” a fost utilizat în mod generic de mai multe persoane cu mai multe ocazii. Instanța a continuat să constate că inculpații au ignorat rezultatele sondajelor prezentate de ambele părți care demonstrează în mod clar că termenul UGG nu este unul generic ... 84% dintre repondentii la sondaj considerând că UGG este o mărcă. În cele din urmă, instanța a constatat că dacă termenul este într-adevăr generic în Australia, acest fapt nu are nicio influență asupra validității mărcii UGG în Statele Unite ale Americii. De asemenea, instanța a constatat că marca înregistrată UGG a companiei Deckers este extrem de puternică.
În cazul Olandei, tribunalul a decis că marca UGG este valabilă și a respins argumentul înaintat de pârât conform căruia „aceasta este generică în Australia” considerând că nimeni nu poate stabili faptul că această marcă este considerată ca fiind o denumire generică în Belgia, Olanda și Luxemburg în baza unor opinii exprimate de una sau mai multe companii australiene. Instanța nu a avut niciun motiv să se îndoiască de faptul că UGG este o marcă binecunoscută în statele Benelux.
În cazul Turciei, instanța a hotărât că marca nu este o expresie generică sau descriptivă, fiind în realitate binecunoscută și desemnând originea printre consumatorii turci. Conform legislației turce, termenilor care au un înțeles descriptiv în alte limbi le va fi interzisă înregistrarea în cazul în care sunt cunoscuți pe scară largă în Turcia. Instanța a conchis că în afara înțelesului de marcă înregistrată UGG nu mai are niciun alt înțeles în limba turcă. Instanța a făcut, de asemenea, referire la un studiu independent care a indicat că marca UGG era recunoscută pe scară largă în rândul consumatorilor din Turcia.
În cazul Chinei, instanța a considerat marca UGG ca fiind valabilă menționând că din moment ce drepturile de marcă înregistrată sunt teritoriale, controversa conform căreia UGG este o denumire generică dată cizmelor din piele de oaie în Australia nu prezintă nicio relevanță pentru cazul în speță. În continuare, Instanța a considerat că atribuirea către compania Deckers de daune-interese și a cheltuielilor de judecată a fost justificată pe baza valorii mărcii înregistrate Deckers și a faimei acesteia, printre altele.

## Produse contrafăcute
Marca UGG a căzut victimă falsurilor, acestea provenind în special din China. Site-urile de comercializare a produselor contrafăcute sunt ușor de creat, falsificatorii copiind fotografii și texte de pe site-ul autentic, astfel încât site-ul contrafăcut arată la fel ca cel orginal.  Echipele care se ocupă de aplicarea legii au depistat mii de licitații eBay și site-uri care comercializau cizme UGG contrafăcute. În Statele Unite și Marea Britanie funcționarii vamali împreună cu oamenii legii au confiscat cantități mari de produse UGG și alte mărci de lux contrafăcute.
Conform Glasgow Evening Times, în luna iulie a anului 2010, bande de infractori au umplut până la refuz piața din Glasgow cu încălțăminte contrafăcută. Autoritățile din vestul Scoției au confiscat sute de perechi de încălțăminte purtând marci renumite. Neil Coltart, membru în Consiliul Orășenesc din Glasgow, a afirmat: "Cizmele sosesc în cutii identice cu cele originale, cu etichete. Dar în mod clar produsele nu au calitatea la care te aștepți de la Ugg." O dată scoase din ambalajele în mod dibaci contrafăcute, se putea vedea cu ochiul liber că cizmele nu erau făcute din pielea de oaie confortabilă proprie mărcii UGG, ci din piele artificială ieftină. Una dintre cizme avea logo-ul Ugg lipit pe călcâi dar invers, cu sus-ul în jos. Ținând în mână o pereche de cizme, [Coltart] a spus: "Cred că majoritatea oamenilor ar fi destul de dezamăgită dacă ar cumpăra cizme Ugg și le-ar duce pe acestea acasă".
În 2009, agenții vamali din Statele Unite au confiscat 60.000 perechi de cizme UGG contrafăcute, compania acționând împotriva a 2.500 de site-uri care comercializau produse false, precum și alte 170.000 listări pe eBay, Craigslist și alte site-uri similare. Leah Evert-Burks, directorul departamentului de aparare a dreptului la marcă din partea companiei Deckers, a declarat pentru The New York Times: "Consumatorul este orb în ce privește sursa din care provine produsul. Site-urile contrafăcute se afirmă destul de ușor, falsificatorii copiind fotografiile noastre, textele de pe site-ul nostru, astfel încât acestea arată la fel ca site-ul Deckers”.